# 海河教育园区

海河教育园区位图

海河教育园区，坐落在天津市津南区海河中游的天津大道以南地区，毗邻天津国家会展中心项目。海河教育园区的一期工程为“国家高等职业教育改革实验区”，目前已经建成并投入使用；二期工程为“教育部直属高校示范区”，即南开大学和天津大学的新校区和天津市高端科技研发创新示范区，目前正在建设。天津地铁8号线（以6号线二期名义建设）现已通达海河教育园区。

## 历史沿革
在海河教育园区方案确定前，时任南开大学校长饶子和曾希望新校区建设在静海县团泊湖附近，但这一方案遭到时任天津市领导的反对。
2008年11月28日，天大、南开两校向天津市人民政府提交了“关于尽快启动新校区规划和建设的请示”，建议将两校新校区建设列为金融危机期间天津市拉动内需的重点项目。
时任天津市市委书记张高丽和市长黄兴国做出批示，要求把两校新校区选址在天津市中心城区和滨海新区之间，并要求主管天津市城乡规划和建设的副市长熊建平以及天津市规划局尽快提出具体方案意见。2009年7月13日，天津市规划局编制的《天津市海河教育园区规划设计方案》通过媒体和天津市规划展览馆公布，向社会各界征求意见。
2010年3月，教育部部长袁贵仁与天津市市长黄兴国签署了教育部、天津市共建天津大学、南开大学新校区和共建国家职业教育改革创新示范区的两份共建协议，对海河教育园区两期的建设问题进行了约定。

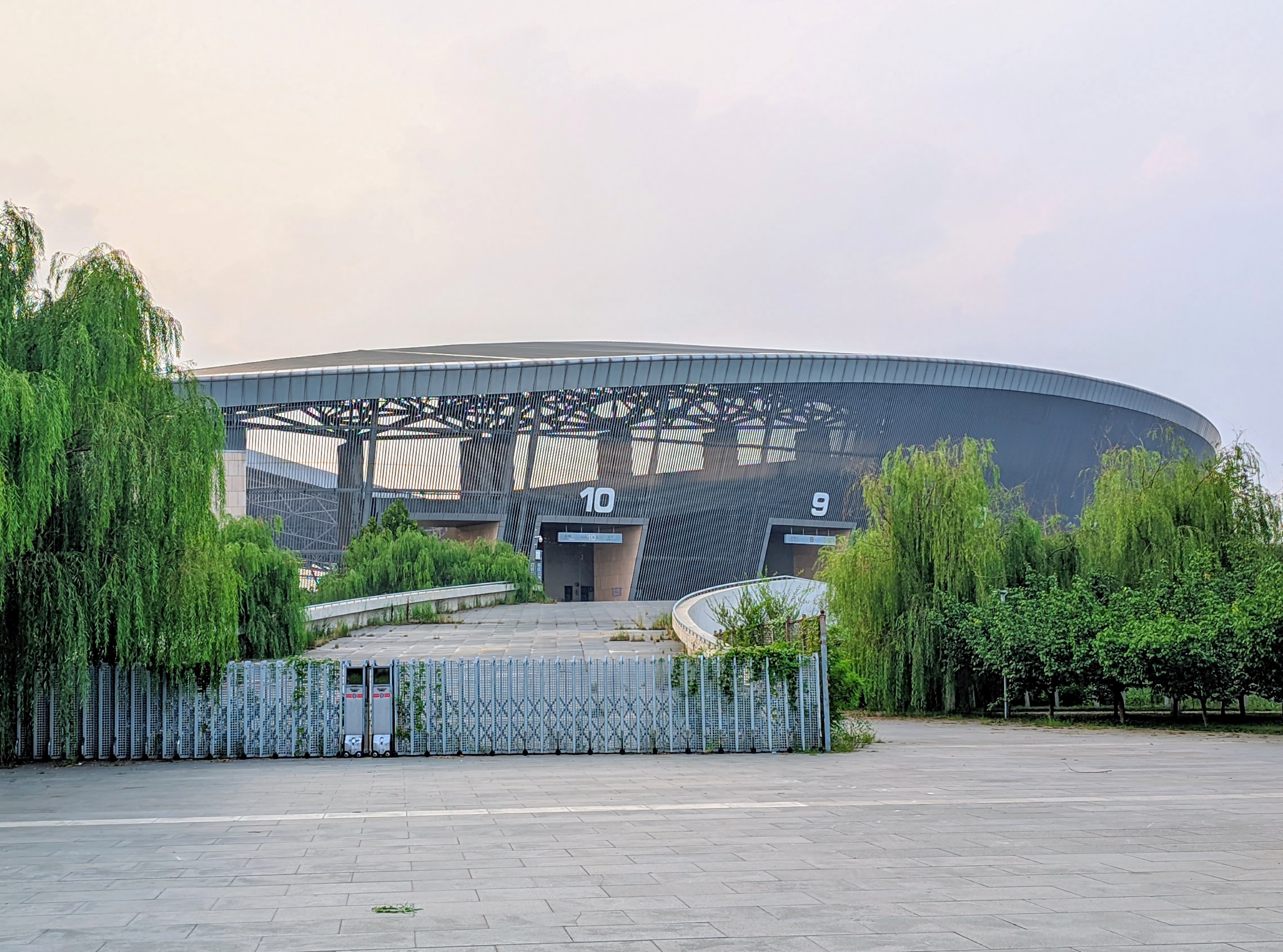
海教园体育场

2012年6月，国家发改委批准了天津市地铁5、6号线调整及6号线延伸线工程可行性研究报告，确定天津地铁六号线将延伸至海河教育园区，并设立天津大学站、海河教育园站和南开大学站三站。但由于建设经费问题，该配套工程已不定期延后并有可能取消，最终由其他线路或交通方式补充。
2019年1月7日，天津轨道交通集团公开了天津地铁6号线工程（梅林路站-咸水沽西站）环境影响报告书征求意见稿，线路自渌水道站到咸水沽西站区间远期将与天津地铁8号线贯通运营，其中天津大学北洋园校区站、海河教育园区站、南开大学津南校区站和和慧南路站四站位于海河教育园区内。2月4日，天津地铁6号线工程（梅林路站－咸水沽西站）正式开工建设。
2020年8月20日，天津市委、市政府出台意见，启动海河教育园区管理体制改革工作，海河教育园区划归津南区，津南区委书记、区长兼任管委会党委书记、主任。
2021年4月8日，《天津市人民政府关于同意津南区设立海棠街道的批复》（津政函〔2021〕30号）同意设立海棠街道。海棠街道办事处为津南区人民政府派出机关，驻地设置在津南区同砚路50号。
2021年7月1日，《天津海河教育园区管理规定》生效，津南区人民政府对天津海河教育园区实行统一管理，海棠街道办事处履行天津海河教育园区内的公共服务、治安等管理职能，天津海河教育园区管理委员会负责海河教育园区内思想政治、职业教育改革、产教融合、科技研发转化等职能。